# Латвійський сквер
50°26′24″ пн. ш. 30°32′56″ сх. д. / 50.439916666667° пн. ш. 30.548916666667° сх. д.
Латвійський сквер — сквер в Печерському районі Києва. Розташований на розі вулиці Михайла Омеляновича-Павленка і Бутишева провулка, неподалік від станції метро «Арсенальна». Відкрито 7 жовтня 2019 року і приурочено до 100-річчя проголошення Латвійської Республіки, яке Латвія святкувала в кінці 2018 року.

## Історія
Раніше на території нинішнього Латвійського скверу розташовувався сквер Андрія Іванова з пам'ятником цьому більшовицькому діячу. Згідно з рішенням Київської міської ради від 22 лютого 2018 № 321/4385 «Про перейменування скверу в місті Києві» сквер Андрія Іванова (між вулицею Михайла Омеляновича-Павленка і Бутишевим провулком) перейменований в сквер Латвійський. 24 вересня 2018 року в Печерській райдержадміністрації відбулася презентація проєкту з облаштування Латвійського скверу.

## Церемонія відкриття

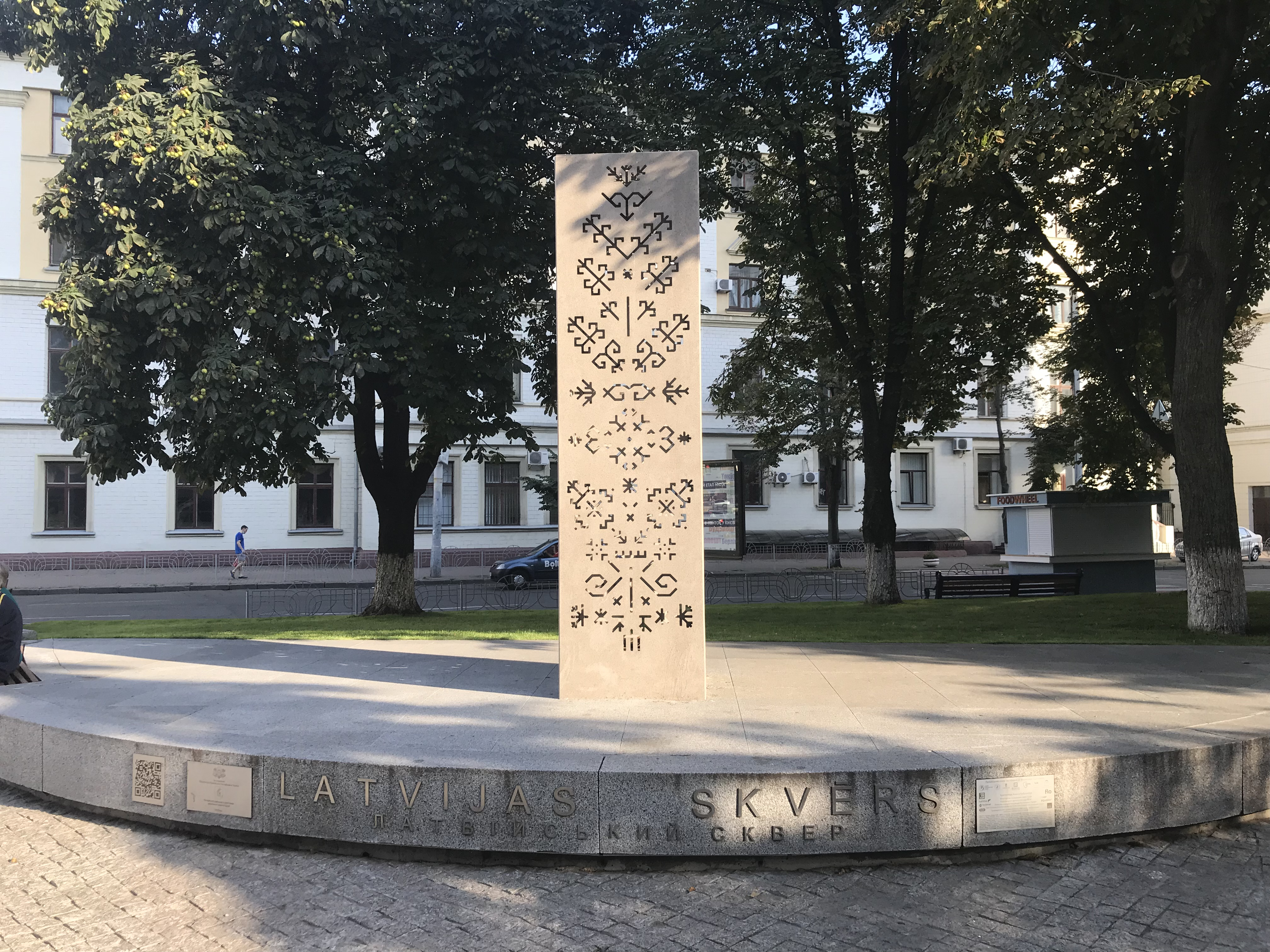
Древо Сонця в Латвійському сквері

7 жовтня 2019 року мер Києва Віталій Кличко разом з послом Латвії Юрісом Пойкансом відкрили Латвійський сквер. Кличко подякував за велику допомогу для українських військових, які з 2014 року проходять реабілітацію в Латвії. І за жест підтримки України в ПАРЄ і багато інших добрих справ, зокрема, облаштування такого скверу в центрі Києва. Відкриття скверу було приурочено до 100-річчя проголошення Латвійської Республіки, яке Латвія святкувала в кінці 2018 року.
Також на відкритті зеленої зони були міністр закордонних справ України Вадим Пристайко та міністр закордонних справ Латвії Едгар Рінкевичс.

## Реконструкція
Нова зелена зона з'явилася на ділянці між вулицями Омеляновича-Павленка і Бутишевим провулком.
Тут були завершені всі роботи з облаштування — зробили нове якісне покриття доріжок і майданчиків, встановили нові бордюри, лавки, провели озеленення, встановили полив Згідно з концепцією сквер повинен передавати атмосферу затишних ризьких дворів. У центрі зони відпочинку встановлено стелу із зображенням стародавнього латиського символу — Древа Сонця, який за своїм символічним значенням подібний українському Древу Життя. Площа в сквері вимощена у вигляді карти Латвії з відмітками латвійських міст, які ввечері підсвічені . На постаменті стели викарбувано назву скверу латиською мовою «Latvijas skvērs» і нижче під нею на українською «Латвійській сквер».
За даними КМДА, зелену зону облаштували за підтримки латвійських підприємств і приватних підприємців, а також українців і латвійців за проектом архітектора Алекса Бабушкінса з Латвії.